# رجاء حسين
رجاء حسين (7 نوفمبر 1937 - 9 أغسطس 2022)، ممثلة مصرية. كانت إحدى أقدم الفنانات العربيات المستمرات، حيث كانت بدايتها الفنية بدور طالبة في فيلم قلوب الناس عام 1954، وسنوات عملها السينمائي تجاوزت 63 عاماً. توفيت بتاريخ 9 أغسطس 2022 / 11 محرم 1444 هـ في القاهرة بعد صراع طويل مع المرض.

## عن حياتها
ولدت في محافظة القليوبية، انضمت إلى فرقة الريحاني عام 1958، عملت في الإذاعة والتلفزيون كممثلة في المسلسلات الإذاعية والتلفزيونية. كما أنها لمعت من خلال مشاركتها في أعمال يوسف شاهين. تزوجت من الممثل سيف عبد الرحمن.

## وفاتها
توفيت رجاء حسين يوم الثلاثاء 11 محرم 1444هـ الموافق 9 أغسطس 2022، عن عمر ناهز 84 عامًا بعد صراع مع المرض.

## أعمالها

### من المسلسلات
- مفتش المباحث
- المناسبات (1988)
- مارد الجبل.
- لدواعي أمنية.
- اللص والكلاب.
- على باب زويلة.
- أحلام الفتى الطائر.
- ذئاب الجبل.
- المال والبنون.
- زيزينيا
- شجرة اللبلاب
- الشهد والدموع.
- حساب السنين.
- عايزة أتجوز.
- ريا وسكينة
- الشهد والدموع
- شباب رايق جدا
- عائلة حاحا
- عايزة أتجوز

### من الأفلام
- الليالي الدافئة
- عودة الابن الضال.
- أفواه وأرانب.
- مال ونساء.
- نوارة.
- ونس.

### من المسرحيات
- عاذب وثلاث عوانس.

## روابط خارجية
- رجاء حسين على موقع IMDb (الإنجليزية)
- رجاء حسين على موقع الدهليز
- رجاء حسين على موقع قاعدة بيانات الأفلام العربية
- رجاء حسين على موقع قاعدة بيانات الفيلم (الإنجليزية)